# Jeanne Froment-Meurice
Jeanne Froment-Meurice (Blida, 27 luglio 1878 – Versailles, 29 luglio 1965) è stata una golfista francese.
Partecipò ai Giochi olimpici del 1900 di Parigi nel torneo golfistico femminile, dove raggiunse il quarto posto.